# Accusation infondée de viol
Pour un article plus général, voir Dénonciation calomnieuse.
Une accusation infondée de viol ou fausse accusation de viol se produit quand une personne porte plainte en tant que victime de viol alors qu'en réalité, aucun viol n'a eu lieu ou que l'auteur du viol n'est pas la personne désignée. Plusieurs causes sont possibles : problèmes de mémoire involontaires ou, au contraire, mensonge délibéré.
Les taux d'accusations infondées sont parfois exagérés ou incorrects en raison de confusions sur ce que recouvre précisément le terme « infondée ». En effet, pour certains organismes d'application des lois, l'expression « accusation infondée » permet de clore un dossier non concluant : l'expression peut décrire des affaires manquant de preuves, par opposition aux affaires où le plaignant n'est pas crédible ou déclare que le récit contredit la réalité des faits. Le traitement et le recensement des affaires d'accusations infondées ne sont pas harmonisés.

## Traitement des plaintes pour viol dans la police
Des analyses auprès de policiers et de procureurs montrent que les autorités ont régulièrement tendance à surestimer le taux d'accusations fallacieuses, conduisant à ce que certains chercheurs appellent une culture du scepticisme envers les plaignants et plaignantes d'agressions sexuelles. Dans un article de 2016, Lesley McMillan (en) a étudié, chez les policiers, leur appréciation sur la probabilité qu'une accusation de viol soit infondée : selon les personnes, ce taux estimé varie de 5 % à 90 % des plaintes qui seraient probablement infondées. Or, en réalité, les dénonciations fallacieuses représentent 3 à 4 % des plaintes. L'une des raisons de cette surestimation est la prégnance des mythes et de stéréotypes sur le viol (censé provenir d'un inconnu et laisser des traces de violence) ou sur les femmes (censées mentir, vouloir se venger, etc.). Les policiers qui nourrissent de tels préjugés peuvent aller jusqu'à tenter de convaincre la victime de retirer ses accusations, ce qui en cas de succès est considéré comme une preuve que l'accusation était infondée.

### France
Selon L'Obs, en France en 2016, l'expression « miol » signifie, dans le jargon de « la police judiciaire... les cas de plaintes pour viol jugées "bancales" » ; par exemple un date rape. Ce néologisme « risque de décrédibiliser la parole des victimes d'agressions sexuelles, ou d'étayer l'idée qu'elles n'y sont pas totalement pour rien ». Ce phénomène frappe aussi des mineures, dont les actes sexuels sont filmés puis diffusés sans consentement ou qui conduisent la victime à « un piège d'un chantage à caractère sexuel ». Cette expression de « miol » est fortement critiquée par les associations féministes, notamment parce qu'il n'appartient pas à l'officier de police judiciaire d'interpréter si l'accusation est fondée ou pas.

## Causes
Il existe plusieurs causes aux accusations infondées de viol, qui peuvent correspondre à deux catégories : d'une part les erreurs (comme les faux souvenirs) et d'autre part les mensonges. D'après De Zutter en 2017, 20 % des plaignants qui ont porté une accusation fallacieuse déclarent qu'ils ne savaient pas qu'ils avaient porté une accusation fallacieuse.

### Faux souvenirs
Une prétendue victime peut être amenée à croire qu'elle a subi un viol par la personne, ou les personnes, qu'elle accuse sans intention de mentir. Plusieurs facteurs peuvent y concourir :
- thérapie de la mémoire recouvrée (en) : des souvenirs d'abus sexuels sont « recouvrés » au cours d'une thérapie fondée sur le mécanisme freudien du « refoulement », malgré l'absence de toute preuve tangible ;
- une personne est victime d'un viol mais l'imprécision des souvenirs la conduit à confondre le véritable violeur avec une autre personne ;
- conformité des souvenirs (en) : la mémoire du plaignant peut se trouver altérée quand des co-témoins évoquent ensemble leurs souvenirs des évènements[7].

### Mensonges
Plusieurs motivations peuvent conduire un plaignant à formuler sciemment une accusation infondée. La catégorisation de ces fausses accusations fait l'objet de débats. Eugene J. Kanin, en 1994, les classe en trois catégories : vengeance, fabrication d'un alibi ou volonté d'attirer l'attention et la sympathie. André De Zutter, en 2017, pense que les catégorisations de Kanin sont erronées et qu'il convient de classer ces faits en huit catégories. Sandra Newman (en) recense quatre catégories en 2017 :
- gains matériels : obtenir de l'argent, de l'avancement professionnel ou d'autres formes d'avantages matériels ;
- fabrication d'alibi : une fausse accusation sert à dissimuler un autre comportement, comme un retard ou l'absence à un rendez-vous ;
- vengeance : en représailles contre une personne détestée du plaignant qui veut ainsi attaquer la réputation, la liberté ou les finances de la cible ;
- besoin d'attention : espoir d'obtenir l'attention d'autrui, qu'elle soit positive ou négative ;
- recherche de sympathie : dans cette déclinaison de la recherche d'attention, le plaignant essaie d'améliorer sa relation avec une personne en particulier ;
- « état psychique perturbé » : faux souvenirs (« hallucinations sexuelles ») ou mensonge pathologique ;
- requalification : une expérience sexuelle consentie est signalée auprès des policiers comme un viol parce qu'une des parties la considère comme « décevante ou honteuse ». De Zutter estime qu'il faut opérer une distinction entre certains actes qui, au cours d'un rapport sexuel consenti, n'étaient d'abord pas souhaités par une partie, qui a fini par les accepter (pour faire plaisir à l'autre) et, d'autre part, le viol, c'est-à-dire un rapport sexuel non consenti ; or, de nombreux auteurs n'établissent pas de différence entre les deux cas et les rassemblent sous le nom de « viol ». Ce sont souvent ces récits des « activités sexuelles non souhaitées » qui sont relatés à l'entourage ; les proches l'interprètent comme un viol et font pression auprès de la partie pour qu'elle porte plainte ;
- regret : après un rapport sexuel consenti, l'une des parties éprouve des sentiments négatifs (dégoût, honte, chagrin) ; des tiers remarquent ce changement d'humeur et tendent à y voir un viol, puis incitent la personne à déposer plainte.

### Communication facilitée
La communication facilitée (CF) est une méthode, discréditée sur le plan scientifique, visant à favoriser la communication chez les personnes avec autisme ou chez d'autres personnes qui présentent des déficits de communication et qui ne verbalisent pas. Le facilitateur guide le bras ou la main du patient et tente de l'aider à écrire sur un clavier ou sur un autre appareil. Les recherches montrent que la source des messages obtenus avec la FC est le facilitateur et non la personne en situation de handicap. Toutefois, le facilitateur peut finir par croire qu'il n'est pas à l'origine du message en raison de l'effet idéomoteur, qui agit exactement de la même manière qu'un ouija,. La CF a conduit à plusieurs accusations d'abus sexuels. En 1995, soixante cas ont été recensés ; d'autres — en nombre indéterminé — se sont conclus sans parvenir jusqu'à l'attention du public,.

### Racisme historique

#### Justifications aux lynchages
En 1895, Ida B. Wells publie The Red Record, qui recense les lynchages et leurs causes à partir de 1892. Wells a compilé les statistiques issues de 241 lynchages, qui montrent que le viol et le meurtre sont les deux accusations les plus fréquemment portées pour justifier les violences. Wells n'a guère trouvé de preuves démontrant que les victimes de lynchages aient commis un viol ou une autre infraction. En revanche, ses résultats montrent que des entrepreneurs Afro-Américains se trouvaient en concurrence commerciale avec des entreprises tenues par des Blancs et que certains hommes afro-américains avaient des relations sexuelles consenties avec des femmes blanches ; ces hommes ont été lynchés quand des tiers ont découvert ces relations. Des analyses ultérieures ont corroboré l'avis de Wells : la concurrence économique a provoqué des lynchages et la fréquence des lynchages a augmenté dans les périodes de vaches maigres,.
En Louisiane, le viol était le deuxième argument le plus souvent invoqué entre 1889 et 1896 pour justifier un lynchage. Dans une enquête menée au cours des années 1930 sur une petite ville du Mississippi, 60 % des répondants ont déclaré que le lynchage est une réaction adaptée devant un viol et qu'il représente une action nécessaire pour maintenir l'ordre public et protéger les femmes blanches.

#### États-Unis: régime des lois Jim Crow
En 1923, le massacre de Rosewood commence quand une femme blanche se plaint d'avoir subi une agression physique par un homme noir de Rosewood. Des rumeurs circulent et diffusent une version voulant que la plaignante ait subi un viol et un vol qualifié. Une foule en colère rase la ville de Rosewood.
En 1931, deux femmes blanches calomnient les Scottsboro Boys, groupe de neuf jeunes Afro-Américains, en leur imputant un viol à bord d'un train. Les deux femmes étaient montées dans le train et avaient traversé les frontières d'un État dans l'espoir de trouver une embauche, mais la police les appréhende. La rumeur prête à l'une des accusatrices la réputation d'être « une prostituée des rues, du plus bas étage qui soit » et que certains l'ont entendue demander à des « hommes nègres » les dimensions de leurs « parties intimes ». Elle avait aussi la réputation de boire beaucoup d'alcool. À l'époque, en raison du Mann Act, il était difficile aux prostituées de traverser les frontières entre États. Les plaignantes, craignant d'être arrêtées pour infraction au Mann Act, déclarent aux policiers qu'elles ont été victimes de viol par neuf hommes noirs présents dans le train. La foule en colère, qui se rassemble pour lyncher les accusés, n'est dispersée que sous l'assurance qu'ils seront vite traduits en justice.

## Estimations sur la prévalence
Il est très difficile d'établir des estimations sur la prévalence des accusations infondées. Les différentes juridictions possèdent chacune leur propre définition pour catégoriser les fausses accusations ; par conséquent, celles-ci peuvent entrer dans une catégorie plus générale de plaintes « non fondées » ou « non prouvées » (par exemple, quand le plaignant n'a pas résisté physiquement au suspect ou n'a pas subi de blessures). Une affaire de viol peut se clore sur une absence de fondement ou de preuve pour de nombreuses raisons qui ne relèvent pas du mensonge,. Margaret DiCanio déclare en 1993 que les chercheurs et les procureurs ne peuvent s'accorder sur le pourcentage précis d'affaires judiciaires dont les preuves permettent de conclure que la dénonciation était fallacieuse ; néanmoins, les deux professions estiment que le taux correspond à une fourchette entre 2 % et 10 %. En raison de définitions variables de ce qui constitue une « accusation infondée », la fréquence de ces plaintes est inconnue. Une enquête de 2009 sur les affaires de viol en Europe conclut que la proportion de fausses dénonciations se situe dans une fourchette de 4 % à 9 %.
Un autre facteur qui complique les analyses est le fait que les données relatives aux accusations infondées ne viennent pas, en général, de recherches centrées sur la prévalence de ces accusations ; il s'agit de recoupements de données issus des enquêtes et des poursuites judiciaires dans un système pénal. Ces enquêtes visent à déterminer s'il existe assez d'indices ou de preuves pour entreprendre des poursuites ; elles ne visent pas à évaluer les affaires où les preuves ou indices sont trop faibles pour lancer des poursuites et à catégoriser ces affaires comme « mensongères » ou « réelles »,,,,.
Dans une enquête de 2010 sur 136 signalements d'agression sexuelle soumis aux services de police d'une université, 8 (soit 5,9 %) ont été recensés comme fallacieux, 61 (44,9 %) n'ont donné lieu à aucune poursuite judiciaire ni sanction disciplinaire, 48 (35,8 %) ont été transmis pour donner lieu à des poursuites ou des sanctions disciplinaires, et 19 (13,9 %) présentaient des indices insuffisants pour être catégorisés. D'après un ouvrage de 2013 sur la victimologie médico-légale, le pourcentage réel d'accusations infondées est inconnu en raison des définitions flottantes de ce qui constitue une « accusation infondée ».

### Eugene Kanin, États-Unis (1994)
En 1994, Eugene J. Kanin de l'université Purdue recense les cas d'accusations infondées de viol déposées auprès de la police dans une petite agglomération du Midwest (70 000 habitants entre 1978 et 1987). Il pense que, contrairement à des territoires plus vastes, la police de cette communauté possède les ressources lui permettant d'« enregistrer et de mener à bien avec sérieux toutes les plaintes pour viol, quels que soient leur fiabilité ». Il annonce également que chaque enquête « comporte une proposition sérieuse de soumettre les plaignants et les suspects à la polygraphie » et que « la plaignante doit reconnaître qu'aucun viol n'a eu lieu : elle est la seule personne qui puisse déclarer que l'accusation est fausse ». Le nombre d'accusations infondées, sur la période étudiée, s'élève à 45, soit 41 % du total des 109 plaintes déposées sur la période. Les chercheurs, autant que possible, ont vérifié que, chez tous les plaignants qui ont retiré leur plainte, le nouveau récit des évènements correspondait à la version des accusés. Après avoir examiné les dossiers de la police, Kanin classe les accusations infondées selon trois motivations principales : alibis (50 %), vengeance (30 %) et recherche d'attention (20 %). Cette analyse s'appuie sur les détails des retraits de plaintes et d'autres renseignements.

#### Critiques
Plusieurs auteurs ont critiqué les travaux de Kanin, dont David Lisak, professeur à l'université du Massachusetts à Boston. Il déclare que « l'article de Kanin en 1994 sur les accusations fallacieuses est un document d'opinion à tendance provocatrice, mais il ne s'agit pas d'une étude scientifique sur la question des accusations infondées de viol. Ce document ne saurait en aucun cas être cité à titre de travail scientifique sur la fréquence des accusations infondées ». Lisak estime que l'étude de Kanin ne montre aucune méthodologie systématique et n'a pas défini, de manière indépendante, ce qu'est une accusation fallacieuse : il tient pour infondé tout signalement que la police tient pour infondé, alors que Kanin annonce que les femmes déposant des plaintes fallacieuses se sont rétractées. La police a classé comme fallacieuses les plaintes si la plaignante les a déclarées fallacieuses, mais Lisak souligne que Kanin n'a pas vérifié les procédures de la police ni des vérificateurs indépendants pour mettre les résultats à l'abri du parti-pris. Lisak estime que Kanin a puisé dans les données d'un service de police qui utilise des procédures d'enquête (la polygraphie) que le département de la Justice cherche à décourager et qui sont dénoncées par l'International Association of Chiefs of Police. Ces procédures, dont la « proposition sérieuse » de soumettre les plaignants à un test polygraphique, peut représenter une manœuvre d'intimidation qui va inciter les victimes à s'abstenir de saisir la justice et qui, selon Lisak, « découle du préjugé qu'une part importante des plaintes pour agression sexuelle sont fallacieuses ». Les parti-pris de ces policiers... « se sont retrouvés dans le rapport de Kanin, qui n'a pas remis en question les conclusions tirées par les policiers ».
Philip Rumney, dans sa méta-analyse de 2006 sur les accusations infondées de viol aux États-Unis et au Royaume-Uni, reprend certaines des critiques concernant le travail de Kanin, mais il ajoute que « si les agents ont réellement appliqué leurs procédures, alors 41 % représenterait une sous-estimation, compte tenu de la définition restrictive d'une « accusation infondée » formulée par la police. La fiabilité de ces résultats peut cependant être quelque peu renforcée par le fait que les policiers enregistraient les détails et les circonstances des accusations fallacieuses ». Rumney remet en question la fiabilité des travaux de Kanin et déclare qu'ils « doivent être considérés avec précaution ». Il soutient que le plus grave problème de cette enquête est que Kanin a présumé « que les policiers ont appliqué les directives du ministère pour ne qualifier de fallacieuses que les affaires dont le plaignant a admis la fausseté. Il n'envisage pas que les pratiques des policiers aient pu s'éloigner des consignes, alors que d'autres analyses montrent que cela peut arriver ».
Dans le Forensic Examiner, Bruce Gross écrit que l'étude de Kanin constitue un exemple des limites dans les études sur les accusations infondées de viol : « de petits échantillons de population et des échantillons non-représentatifs interdisent toute généralisation ».

### Statistiques du FBI aux États-Unis (1995–1997)
Aux États-Unis, les rapports du Federal Bureau of Investigation en 1995, 1996 et 1997 établissent chaque fois le nombre d'accusations « infondées » de viol à 8 %. Par opposition, le taux moyen de plaintes infondées sur la totalité des délits et crimes recensés dans les Uniform Crime Reports (en) (meurtres, agressions aggravées, viols par la force, vols qualifiés, cambriolages, vols et vols de véhicules) correspond à 2 % selon le FBI,,. Cette estimation, toutefois, n'apparaît plus dans les rapports suivants émis par le FBI. Ces estimations sont critiquées par l'universitaire Bruce Gross, qui les trouve pratiquement vides de sens, puisque le FBI collecte les données auprès de nombreuses juridictions qui appliquent des critères variés pour qualifier une plainte d'« infondée » ; y compris, selon Gross, quand la victime n'a pas lutté physiquement avec le suspect ou quand le suspect n'a pas utilisé d'arme, ainsi que des affaires où la victime avait auparavant une relation avec le suspect.

### Daniel Kennedy et Michael Witkowski, États-Unis (2000)
L'enquête de Kanin a été reproduite par Daniel Kennedy et Michael Witkowski de l'université de Détroit. Ils ont recensé les données sur une période de 1988 à 1997 dans une banlieue non précisé d'environ 100 000 habitants, près de la ville de Détroit, au Michigan. Les auteurs ont recensé 65 plaintes de viols commis par la force, dont 22 (soit 32 %) ont été reconnues comme fallacieuses par les plaignants. Comme dans l'étude de Kanin, la plupart des fausses accusations servaient d'alibi (15 sur 22, soit 68 % des plaintes infondées). En revanche, contrairement à Kanin, la vengeance représente une faible part des dénonciations (1 plainte sur 22, soit 5 % des plaintes infondées). Les autres cas relèvent de la recherche d'attention (6 plaintes sur 22, soit 27 %).

### Jan Jordan, Nouvelle-Zélande (2004)
Jan Jordan, de l'université Victoria de Wellington, a examiné les dossiers de la police depuis 1997 sur les viols et les agressions sexuelles à Auckland, Wellington et Christchurch, trois villes importantes de Nouvelle-Zélande. Parmi les 164 dossiers de la police, 75 % portaient sur des viols, le reste sur des agressions sexuelles sans pénétration. Jordan a classé les affaires en quatre catégories principales : dans 34 affaires (21 %), la police a estimé que la plainte était sincère. Dans 62 affaires (28 %), la police n'avait pas de certitude sur la véracité de la plainte. Dans 55 affaires (33 %), la police tenait la plainte pour infondée. Dans 13 affaires (8 %), le plaignant a affirmé que sa déclaration était fallacieuse. Dans cette dernière catégorie, sur 13 plaintes, 8 (soit 62 %) ont conduit une tierce personne à contacter la police sur la demande du plaignant, ou les pressions d'un tiers sur le plaignant pour qu'il contacte la police.

### Enquête du Home Office, Royaume-Uni (2005)
En 2005, le Home Office du Royaume-Uni publie une enquête sur la criminalité relative au viol : l'analyse porte sur 2 643 affaires d'agression sexuelle depuis le dépôt de plainte jusqu'aux poursuites judiciaires. Sur ces 2 643 affaires, la police en a classé 8 % comme infondées, d'après son propre jugement, tandis que le taux descendait à 2,5 % en se fiant aux critères officiels sur les faux signalements. Les chercheurs en ont conclu que « on ne peut prendre pour argent comptant les catégorisations des policiers » et qu'« il y a une surestimation sur le nombre d'accusations infondées, tant chez la police que chez les procureurs »,.

### Police de Victoria, en Australie (2006)
Une enquête sur 850 accusations de viol déposées auprès de la police de Victoria, en Australie, entre 2000 et 2003 montre que 2,1 % sont, à terme, classées comme fallacieuses par la police et les plaignants sont ensuite poursuivis, ou menacés d'être poursuivis, pour dénonciation calomnieuse.

### Philip Rumney (2006)
En 2006, Philip N.S. Rumney propose une analyse dans le Cambridge Law Journal (en) sur diverses études concernant les accusations infondées de viol aux États-Unis, en Nouvelle-Zélande et au Royaume-Uni. À partir de ces données, Rumney tire deux conclusions : premièrement, les policiers persistent à appliquer à mauvais escient des critères de « aucun crime » ou « non fondé ». Les enquêtes de Kelly et al. en 2005, du HMCPSI/HMIC en 2002, de Harris et Grace en 1999, de Smith en 1989, et d'autres auteurs, montrent que les méthodes des policiers pour déclarer qu'il n'y a pas eu de crime sont souvent douteuses et dépendent totalement du jugement personnel d'un agent. Rumney remarque que certains policiers semblent « avoir une opinion et des attentes bien arrêtées sur la manière dont les véritables victimes de viol sont censées se conduire ». Il ajoute que « les recherches qualitatives suggèrent que certains policiers persistent à manifester un scepticisme injustifié devant des plaignants dénonçant un viol, alors que d'autres policiers interprètent des éléments, comme le manque de preuves ou la rétractation du plaignant, comme une "preuve" que l'accusation était fallacieuse ».
La seconde conclusion de Rumney, c'est qu'il est impossible de « déterminer avec une quelconque assurance le taux réel d'accusations infondées » car de nombreuses analyses sur les fausses dénonciations ont retenu des méthodologies sans fiabilité ou sans mise à l'épreuve. Il soutient, par exemple, que les études de Maclean (1979) et Stewart (1981) ont porté sur une population faible et qu'en outre, les chercheurs ont appliqué des critères contestables pour déterminer si une déclaration est fallacieuse. MacLean catégorise une plainte comme « fallacieuse » si, par exemple, la victime ne semble pas négligée ; Stewart, dans une affaire, a considéré que le viol n'était pas prouvé parce que, selon lui « il était tout à fait impossible de retirer les sous-vêtements très serrés de cette victime de forte corpulence si elle s'y était opposée ».

#### Critiques
Le psychologue américain David Lisak a critiqué l’ensemble d’études sous-jacent à l’article publié par Rumney en 2006, qui estimait le taux de fausses allégations entre 1,5 % et 90 %. Lisak affirmait qu’un examen révélait que plusieurs données étaient trompeuses et que, lorsque les sources de ces estimations sont étudiées de plus près, il apparait clairement que seule une fraction des rapports représentent des études dignes de foi et que ces études révèlent une variabilité bien moindre des taux de faux rapport. Lisak souligne que, même dans l'étude d'origine, Rumney conclut que nombre de ces enquêtes présentent des défauts et ne doivent pas être exploitée pour estimer la fréquence des accusations infondées de viol.

#### Résultats de l'enquête de Rumney
(janvier 2022).
|                                             | Nombre                 | Taux d'accusations infondées (en %)                                                     |
| ------------------------------------------- | ---------------------- | --------------------------------------------------------------------------------------- |
| Theilade et Thomsen (1986)                  | 1 sur 56 4 sur 39      | 1.5% (minimum) 10% (maximum)                                                            |
| New York Rape Squad (1974)                  | n/a                    | 2%                                                                                      |
| Hursch et Selkin (1974)                     | 10 out of 545          | 2%                                                                                      |
| Kelly et al. (2005)                         | 67 sur 2,643           | 3% ("possible" and "probable" false allegations) 22% (recorded by police as "no-crime") |
| Geis (1978)                                 | n/a                    | 3–31% (estimates given by police surgeons)                                              |
| Smith (1989)                                | 17 sur 447             | 3.8%                                                                                    |
| Département américain de la Justice (1997)  | n/a                    | 8%                                                                                      |
| Clark et Lewis (1977)                       | 12 sur 116             | 10.3%                                                                                   |
| Harris et Grace (1999)                      | 53 sur 483 123 sur 483 | 10.9% ("false/malicious" claims) 25% (recorded by police as "no-crime")                 |
| Lea et al. (2003)                           | 42 sur 379             | 11%                                                                                     |
| HMCPSI/HMIC (2002)                          | 164 sur 1,379          | 11.8%                                                                                   |
| McCahill et al. (1979)                      | 218 sur 1,198          | 18.2%                                                                                   |
| Enquête de la police de Philadelphie (1968) | 74 sur 370             | 20%                                                                                     |
| Chambers et Millar (1983)                   | 44 sur 196             | 22.4%                                                                                   |
| Grace et al. (1992)                         | 80 sur 335             | 24%                                                                                     |
| Jordan (2004)                               | 68 sur 164 62 sur 164  | 41% ("false" claims) 38% (viewed by police as "possibly true/possibly false")           |
| Kanin (1994)                                | 45 sur 109             | 41%                                                                                     |
| Gregory et Lees (1996)                      | 49 sur 109             | 45%                                                                                     |
| Maclean (1979)                              | 16 sur 34              | 47%                                                                                     |
| Stewart (1981)                              | 16 sur 18              | 90%                                                                                     |

### Ministère de la Justice, Royaume-Uni (2008–2009)
Le ministère de la Justice au Royaume-Uni, dans le cadre de ses travaux de recherche, a publié une analyse de 1 149 dossiers de crimes violents recensés en avril 2008 et en mars 2009. Ces travaux remarquent que 12 % des plaintes pour viol correspondent à la définition, plus large, des accusations infondées (la victime était sous l'emprise de psychotropes, elle a mis du temps à signaler le crime, la victime s'est rétractée après coup, ou il n'y avait aucun indice de sévices physiques). Dans la catégorie des accusations infondées, 3 % sont considérées comme malveillantes (c'est-à-dire délibérément mensongères). En revanche, dans le cas des blessures graves, même en empruntant la définition élargie (pas de preuve, plainte déposée avec retard, rétractation, victime non lucide), ce taux descend à 2 %,.

### Burman, Lovett & Kelly, Europe (2009)
Des chercheurs ayant examiné les 100 premières plaintes pour viol déposées après le 1er avril 2004 en Écosse ont trouvé que la police considère que 4 % des plaintes sont fallacieuses. Les mêmes chercheurs, la même année, ont recensé des données émanant de plusieurs pays en Europe, dont l'Autriche, la Belgique, l'Angleterre, la France, l'Allemagne, la Grèce, la Hongrie, l'Irlande, le Portugal, l'Ècosse, la Suède et le pays de Galles ; la proportion moyenne de plaintes considérées comme fallacieuses par la police correspond à près de 4 % et ne dépasse pas 9 % dans n'importe lequel des pays étudiés. Les chercheurs observent que les affaires où les policiers sont sceptiques peuvent « être dissimulées parce que catégorisées comme "aucun indice d'agression physique" », au lieu de les classer parmi les fausses plaintes ; les auteurs invitent à mener des recherches plus approfondies sur les plaintes rattachées à ces deux catégories.

### David Lisak, États-Unis (2010)
En 2010, David Lisak publie son enquête dans Violence Against Women : il estime que les accusations de viol dont on peut démontrer qu'elles sont fausses représentent 8 sur 136 (soit 5,9 %) plaintes dans une université américaine sur une période de 10 ans.
En se fondant sur les consignes de l'International Association of Chiefs of Police (IACP), une affaire est considérée comme infondée si, à l'issue d'une enquête approfondie, il existe des preuves que l'agression sexuelle signalée n'a pas eu lieu en réalité. Une enquête approfondie signifie que plusieurs interrogatoires ont enregistré les déclarations du suspect, de la victime et d'autres témoins et, si possible, que d'autres indices ont été recueillis (par exemple des examens médicaux ou des enregistrements des caméras de sécurité). Les enquêteurs pouvaient classer une plainte comme fallacieuses si les informations essentielles dans le récit d'une victime sur une agression étaient incohérents et contredits directement par plusieurs témoins et si, ensuite, la victime changeait ces informations essentielles dans son récit. La conclusion ne reposait pas sur un seul interrogatoire, ni sur des intuitions quant à la crédibilité de la victime, mais sur le « poids » des preuves recueillies au fil d'une enquête approfondie.

### Rapport du Crown Prosecution Service (2011-2012)
Le Crown Prosecution Service (CPS) a commandé un rapport qui analyse les accusations de viol en Angleterre et au pays de Galles sur une période de 17 mois entre janvier 2011 et mai 2012. Le rapport montre les autorités ont enregistré 5 661 plaintes poursuites pour des faits de viol et 35 poursuites contre des personnes qui ont émis de fausses accusations de viol. Keir Starmer, chef du CPS, déclare que « le simple fait qu'une personne ne s'engage pas dans des poursuites judiciaires ou retire sa plainte ne montre pas, en soi, qu'il s'agissait d'une fausse accusation » et qu'il est erroné de croire que les dénonciations calomnieuses de viol seraient courantes. Il ajoute que le rapport a aussi dégagé qu'une part importante des accusations infondées de viol (et de violence conjugale) émane de « personnes jeunes, souvent fragiles. Près de la moitié de ces affaires concernaient des personnes âgées de 21 ans ou moins, et plusieurs d'entre elles vivaient avec des problèmes de santé mentale. Dans certains cas, l'auteur présumé d'une accusation infondée était aussi, sans le moindre doute possible, la victime d'une infraction, même si ce n'était pas cette infraction ne correspondait pas au motif de la plainte »,,.

### Services de la police de Los Angeles (2014)
Les chercheuses Cassia Spohn (en), Clair White et Katharine Tellis ont recensé les données émanant du Los Angeles Police Department sur le territoire américain à partir de 2008 et concluent que les accusations fallacieuses représentent 4,5 % des affaires de viol. Le Los Angeles District Attorney's Office, qui a d'abord collaboré avec l'étude, l'a vérifié et a déclaré que « l'angle choisi, les conclusions et les recommandations en matière de procédure ne respectent pas les principes constitutionnels américains sur la justice, le droit à un procès équitable et les devoirs éthiques des procureurs ». Le même organisme estime que Spohn et ses collègues ont probablement montré un biais idéologique contre les accusés et « n'ont pas réussi à développer leur compréhension du système pénal dans le comté de Los Angeles ».

### Archives of Sexual Behavior(2016)
En 2016, dans Archives of Sexual Behavior, Claire E. Ferguson et John M. Malouff ont mené une méta-analyse des plaintes fallacieuses pour viol, quand il est confirmé qu'elles sont fallacieuses, et concluent que 5,2 % des plaintes pour viol sont fallacieuses. Les auteurs remarquent que le « taux total des accusations infondées... serait plus élevé que les 5 % proposés ici » si les fausses plaintes probables étaient regroupées avec les fausses plaintes vérifiées.

### Statistiques du Canada (2018)
D'après Statistics Canada, en 2016, 19 % des accusations d'agression sexuelle ont été considérées infondées et, en 2017, 14 %. Toutefois, l'organisme déclare que les affaires les plus graves et les plus violentes d'agression sexuelle sont moins susceptibles d'être considérées comme non fondées que les affaires moins graves. Les plaintes considérées comme infondées sont celles où la police a établi que l'agression n'a pas eu lieu et n'a pas été tentée.
D'après the Globe and Mail, les statistiques sur les accusations infondées sont souvent gardées secrètes, ce qui n'incite pas les policiers à les analyser et à les recenser.

## Cas en Corée du Sud

### Contexte
En Corée du Sud, les violences dont sexuelles contre les femmes sont particulièrement répandues (dans un sondage de 2019, 79,7 % des 2000 sondés reconnaissaient avoir abusé physiquement ou psychologiquement d’une petite amie pendant qu’ils sortaient ensemble), et peu sanctionnées. Seuls sont légalement reconnus comme viols ceux avec violence ou intimidations, et dans les faits, la tendance est de ne reconnaitre que ceux où  la victime est dans l'incapacité de résister, le viol n'étant pas reconnu si la victime ne s'est « pas assez débattue ». Par ailleurs, les plaignantes sont souvent dissuadées de porter plainte, la police les accusant notamment de se livrer à des fausses accusations.Enfin, les menaces de poursuites en diffamation contre les femmes ne pouvant établir des preuves suffisantes sont une stratégie de défense répandue. Dans ce contexte, des cas considérés comme des fausses accusations de crimes sexuels ont été rapportés au fil des ans.
La Constitution sud-coréenne énonce clairement le principe de la présomption d'innocence dans les enquêtes criminelles. Cependant, de nombreuses critiques s'élèvent en Corée du Sud, estimant que ce principe n'est pas correctement respecté dans les enquêtes sur les crimes sexuels.
Dans la société sud-coréenne, on a tendance à considérer les fausses accusations, notamment celles de crimes sexuels, comme des délits mineurs. De plus, les fausses accusations et les parjures sont souvent difficiles à prouver et ne sont pas établis. Les célébrités, en particulier, subissent un préjudice difficile à réparer une fois accusées à tort, même si leur innocence est ultérieurement prouvée. Ce préjudice est alors exploité et conduit à des crimes tels que le chantage. Les fausses accusations de crime (en général) sont passibles de 10 ans de prison et de 15 millions de wons d'amende. Sur les 9 862 cas de fausses accusations considérées comme telles en 2014, 182 concernaient des crimes sexuels, un chiffre en augmentation.
Selon la police sud-coréenne, le nombre de fausses plaintes déposées par des femmes augmente parce qu'il est difficile d'obtenir des preuves matérielles pour les crimes sexuels, ce qui rend difficile pour les autorités chargées de l'enquête de découvrir la vérité, et les déclarations des victimes sont souvent la seule preuve.
De ce fait, de nombreuses opinions en Corée du Sud s'opposent à la modification des éléments du viol dans le droit pénal, passant de « l'agression ou l'intimidation » à « le consentement » – ce qu'on appelle « l'adultère non consensuel (비동의간음죄, Bidong-ui Ganeumjoe) » – au motif que cela pourrait être utilisé pour une fausse accusation de viol.
Ce paragraphe inclut également les fausses accusations de violence sexuelle autres que le viol.

### Cas à l'Université Dong-A en 2016
Un incident s'est produit à l'Université Dong-A où un collègue professeur a faussement accusé un autre professeur pour dissimuler sa propre crime sexuelle.
Le 7 juin 2016, le professeur d'art, Son, s'est suicidé. Une affiche a été placardée sur le campus, affirmant avoir été témoin d'un crime sexuel, et pointait du doigt le professeur Son. Le professeur Son s'est plaint de ses griefs et, ne pouvant plus le supporter, s'est suicidé. L'enquête policière a révélé que le contenu de l'affiche était totalement faux. Autrement dit, le professeur Son n'a pas commis de crime sexuel. De plus, le véritable agresseur, le professeur, avait incité un étudiant à coller une affiche pour faire croire que le professeur Son avait commis l'infraction afin de la dissimuler. Finalement, le professeur responsable des fausses accusations contre le professeur Son a été renvoyé, et l'étudiant qui avait collé l'affiche a été expulsé. Ce dernier a été condamné à huit mois de prison ferme – avec sursis – par le tribunal de première instance en 2017.

### Accusation infondée de viol contre Lee Jin-wook
Le 14 juillet 2016, Lee Jin-wook, l'acteur sud-coréen, a été accusé de viol. Cependant, l'enquête a conclu à l'absence d'accusation[pas clair] et il n'a pas été inculpé. Une femme qui avait faussement accusé Lee Jin-wook de viol a été reconnue coupable de fausse accusation lors du second procès. Cependant, la peine a été assortie d'un sursis, et non d'une peine d'emprisonnement.

### Accusation infondée de crime sexuel au collège Sangseo en 2017
(mai 2025).
Le contenu est difficilement compréhensible vu les erreurs de traduction, qui sont peut-être dues à l'utilisation d'un logiciel de traduction automatique.
En 2017, un enseignant travaillant à l'école secondaire Sangseo, dans la province du Jeolla du Nord, s'est suicidé après avoir été faussement accusé par un élève. Il a été accusé de crimes sexuels sur sept étudiantes. L'une des élèves a confié à ses parents qu'il lui avait touché la cuisse tout en l'insultant. Les parents de deux élèves se sont consultés pour vérifier la véracité de leurs déclarations. Cependant, le Bureau provincial de l'éducation du Jeolla du Nord a sanctionné l'enseignant, même si la vérité n'avait pas encore été révélée.
Cependant, lorsque le rapport a été reçu, toutes les étudiantes ont changé leurs déclarations et ont nié le crime sexuel, de sorte que la police a classé l'affaire sans inculpation. Selon la famille endeuillée de l'enseignant, l'étudiante qui a signalé les allégations de crime sexuel à la police et au Bureau de l'éducation avait des sentiments négatifs envers le défunt enseignant et a fabriqué et exagéré[pas clair] les déclarations des étudiants au cours du processus de traitement de l'affaire, et a utilisé cela comme base pour le rapport. Les élèves ont écrit de fausses déclarations, exprimant leur mécontentement envers l'enseignante, car elles avaient mal compris que celle-ci ne laissait rentrer les élèves de cinquième que pendant les heures d'étude du soir. Elles ont affirmé ignorer que cela donnerait lieu à des poursuites judiciaires. L'enseignante a été suspendue de ses fonctions et expulsée de force de l'école pendant les cours le jour de l'incident. Elle a été immédiatement renvoyée de son poste après la clôture de l'enquête policière. Par la suite, l'enseignant s'est suicidé.
En 2020, le tribunal a statué que si un enseignant qualifié d'agresseur sexuel parce que des élèves avaient fait des signalements exagérés avait fait un choix extrême, cela devait être reconnu comme un décès dans l'exercice de ses fonctions. En conséquence, le tribunal a reconnu son décès dans l'exercice de ses fonctions.

### Accusation infondée de crime sexuel dans la ville de Hwaseong en 2024
En juin 2024, dans la ville de Hwaseong, une femme d'une cinquantaine d'années a faussement accusé un homme d'une vingtaine d'années de crime sexuel.
Les policiers de la ville de Hwaseong se sont rendus au domicile de l'homme d'une vingtaine d'années sans mandat et lui ont demandé : « Avez-vous utilisé des toilettes publiques ? » avant de l'interroger en affirmant unilatéralement : « C'est vous qui avez espionné la femme dans les toilettes pour femmes. » Le policier a été critiqué pour avoir dit à l'homme d'une vingtaine d'années : « Si vous êtes innocent, taisez-vous. »
Par la suite, la femme d'une cinquantaine d'années qui l'avait dénoncé s'est rendue au commissariat de police compétent et a avoué avoir porté une fausse accusation. La police a donc conclu que l'homme d'une vingtaine d'années n'était pas coupable. La police a enquêté sur la femme d'une cinquantaine d'années en l'accusant de fausse accusation.
Depuis que cet incident est devenu public, la méthode de l'enregistrement vocal de survie, visant à prévenir les dommages causés par de fausses accusations de crimes sexuels, s'est répandue parmi les hommes d'une vingtaine d'années. En effet, cet incident est devenu problématique parce que la victime de la fausse accusation a rendu public le fichier d'enregistrement.
Le 3 juillet 2024, la police de la ville de Hwaseong a convoqué au poste de police l'homme d'une vingtaine d'années, victime d'une fausse accusation de crime sexuel, pour lui présenter personnellement ses excuses. L'homme a déclaré : « J'ai été déçu par l'attitude des policiers qui ont promis de s'excuser. » Il a ajouté qu'il s'attendait à ce que les policiers s'excusent dès qu'ils l'auraient vu, mais ils lui ont conseillé de poser des questions s'il avait des questions. Il a demandé aux policiers s'ils l'avaient convoqué au poste pour s'excuser, et les policiers lui ont répondu : « Nous n'avions pas d'autre choix que d'enquêter. »

### Autres cas
- La professeure particulière a été condamnée à 10 ans de prison lors du premier procès en 2018 pour avoir violé deux étudiants entre 2016 et 2017, mais elle a ensuite été acquittée en appel après qu'il a été révélé que les étudiants avaient porté de fausses accusations[71].

- Le avril 2024, un YouTubeur métis coréen-japonais a été faussement accusé de crime sexuel par une cosplayeuse sud-coréenne. La cosplayeuse a déclaré que cette dernière lui avait également réclamé 80 millions de wons. Ce n'est qu'après une enquête policière concluant à l'absence d'accusations qu'il a été blanchi[72],[73].

## Effets potentiels de la représentation faussée dans les médias
Plusieurs études ont vu le jour sur l'influence des médias auprès du public quand ils traitent des affaires d'accusations infondées. Des hypothèses incorrectes sur ces allégations infondées majorent le risque qu'une personne signalant un viol devienne victime de reproches ou de scepticisme. Megan Sachs, dans la revue Deviant Behavior, déclare que les médias perpétuent les mythes sur le viol quand ils relatent des agressions sexuelles. Les viols rapportés dans les médias sont souvent sensationnels et ne correspondent guère aux réalités qui président à la majorité des viols : la majorité des agressions sexuelles sont commises par une personne connue de la victime, et non par un inconnu. Sachs déclare que les médias tendent à banaliser la violence sexuelle en général, ils rejettent souvent la faute sur la personne qui a porté plainte et ils témoignent régulièrement leur sympathie envers l'accusé, au lieu d'adresser ce sentiment aux victimes. Laura Niemi, postdoctorante en psychologie à l'université Harvard, a formulé l'hypothèse qu'entretenir les mythes sur le viol peut concourir à une représentation voulant qu' « aucun individu normal » ne peut commettre un viol. Par conséquent, les gens ont souvent du mal à croire qu'une personne qu'ils connaissent ou apprécient a commis un viol, et en retour ce préjugé peut participer à l'attitude consistant à blâmer la personne qui se plaint d'un viol.
Dans l'European Journal of Psychology Applied to Legal Context, André De Zutter et une équipe décrivent de quelle manière les accusations fallacieuses de viol ressemblent aux histoires de viol relayées dans les médias, qui ne reflètent guère la plupart des affaires authentiques de viol. Les récits fallacieux ont tendance à être concis et directs, dépourvus de détails ou d'interactions complexes, et ne citent en général qu'une pénétration vaginale. Certains comportements des plaignants, que les jurés interprètent comme des indices de mensonge, constituent en réalité un trait récurrent dans les récits authentiques de viol, y compris le baiser ou une relation antérieure avec le violeur. Les récits authentiques de viol comportent souvent de nombreux détails, absents dans les médias ou les plaintes infondées, par exemple des échanges verbaux détaillés et de multiples comportements entourant l'agression, au lieu de se réduire à un rapport vaginal face à face.

## Conséquences d'une accusation infondée

### Royaume-Uni
Les personnes soupçonnées de formuler une accusation fallacieuse de viol s'exposent à des poursuites civiles au titre de « faire perdre son temps à la police » ou à des poursuites pénales pour « détournement du cours de la justice »,.
Au terme d'une période de cinq ans qui s'achève en 2014, 109 femmes sont assignées en justice pour des délits liés à des accusations fallacieuses de viol.